# Iniistius bimaculatus
Iniistius bimaculatus es una especie de peces de la familia Labridae en el orden de los Perciformes.

## Morfología
Los machos pueden llegar alcanzar los 28,5 cm de longitud total.

## Distribución geográfica
Se encuentra en el Mar Rojo, el Golfo Pérsico, India y el este de Papúa Nueva Guinea.